# Gareth Reeves
Gareth Reeves (* in Christchurch) ist ein neuseeländischer Schauspieler und Synchronsprecher.

## Leben
Reeves lernte von 1996 bis 1999 Schauspiel an der Te Whaea – National Dance & Drama Centre in Wellington. Im Folgejahr debütierte er in zwei Episoden der Fernsehserie The Tribe – Eine Welt ohne Erwachsene als Fernsehschauspieler. 2002 durfte er einen Elben-Krieger im Blockbuster Der Herr der Ringe: Die zwei Türme darstellen. 2006 verkörperte er in drei Episoden der Fernsehserie The Insiders Guide to Love die Rolle des Luc. 2007 stellte er in insgesamt 13 Episoden der Fernsehserie The Adventures of Voopa the Goolash die Rolle des Gompi dar. Es folgte eine Episodenrolle in der Serie Legend of the Seeker – Das Schwert der Wahrheit sowie die Besetzung des Doug Wilson in der Fernsehserie Underbelly – Krieg der Unterwelt. 2009 verkörperte er die Rolle des Ryan Lewis in 13 Episoden der Fernsehserie The Cult sowie ab demselben Jahr bis einschließlich 2010 die Rolle des Philippe in der Fernsehserie Go Girls. 2011 war er in Ice – Der Tag, an dem die Welt erfriert in der Rolle des Ben zu sehen. 2016 stellte er die Rolle des Vaters des von Oakes Fegley darstellen Pete im Film Elliot, der Drache dar.
Er ist auch als Theaterdarsteller tätig. So spielt er unter anderen im Theaterstück Harry Potter und das verwunschene Kind mit.

## Filmografie (Auswahl)
- 2000: The Tribe – Eine Welt ohne Erwachsene (The Tribe, Fernsehserie, 2 Episoden)
- 2002: Der Herr der Ringe: Die zwei Türme (The Lord of the Rings: The Two Towers)
- 2006: The Insiders Guide to Love (Fernsehserie, 3 Episoden)
- 2006: Dead Letters (Kurzfilm)
- 2007: The Man Who Lost His Head (Fernsehfilm)
- 2008: A Song of Good
- 2009: Legend of the Seeker – Das Schwert der Wahrheit (Legend of the Seeker, Fernsehserie, Episode 1x08)
- 2009: Underbelly – Krieg der Unterwelt (Underbelly, Fernsehserie, 6 Episoden)
- 2009: I'm Not Harry Jenson.
- 2009: Under the Mountain
- 2009: The Handover (Kurzfilm)
- 2009: The Cult (Fernsehserie, 13 Episoden)
- 2009–2010: Go Girls (Fernsehserie, 6 Episoden)
- 2010: Gravity's Pull (Kurzfilm)
- 2010: Das Tub (Kurzfilm)
- 2010: Gejagt – Auf Leben und Tod (Tracker)
- 2011: Ice – Der Tag, an dem die Welt erfriert (Ice, Fernsehfilm)
- 2011: Rest for the Wicked
- 2012: Existence
- 2015: Miss Fishers mysteriöse Mordfälle (Miss Fisher’s Murder Mysteries, Fernsehserie, Episode 3x05)
- 2015: Mary – Eine australische Prinzessin (Mary: The Making of a Princess, Fernsehfilm)
- 2016: Elliot, der Drache (Pete’s Dragon)
- 2017: Wentworth (Fernsehserie, Episode 5x02)
- 2017: The Leftovers (Fernsehserie, Episode 3x01 Das Buch Kevin)
- 2017: Mannequin (Kurzfilm)
- 2018: James Patterson's Murder Is Forever (Fernsehserie, Episode 1x05)
- 2018: The Men Who Built America: Frontiersmen (Miniserie, Episode 1x03)
- 2018: The Place to Be (Kurzfilm)
- 2022: The Saturday Night Dress (Kurzfilm)
- 2024: Brokenwood – Mord in Neuseeland (The Brokenwood Mysteries, Fernsehserie, Episode 10x04)

## Theater (Auswahl)
- 1998: The Threepeny Opera, Regie: Murray Lynch New Zealand Drama School Productions
- 1998: The Crucible, Regie: Christian Penny, New Zealand Drama School Productions
- 1999: Three Sisters, Regie: Timothy Douglas, New Zealand Drama School Productions
- 1999: The Swan, Regie: Tony McCaffrey, BATS Theatre, Wellington
- 1999: Much Ado about Nothing	Don John, Regie: Miranda Harcourt, Downstage Theatre, Wellington
- 2000: Rosencrantz and Guildenstern are Dead, Regie: Colin McColl, Downstage Theatre, Wellington
- 2000: Cat on a Hot Tin Roof, Regie: Colin McColl, Downstage Theatre, Wellington
- 2000: Blue Smoke, Regie: Murray Lynch, Downstage Theatre, Wellington
- 2000: Blue Smoke, Regie: Murray Lynch und Rawiri Paratene, New Zealand Festival, Wellington
- 2001: The Facemaker, Regie: Cathy Downes, The Court Theatre, Christchurch
- 2001: Serial Killers, Regie: Steven Ray, The Court Theatre, Christchurch
- 2001: Othello, Regie: Cathy Downes, The Court Theatre, Christchurch
- 2001: Flipside: The Men of the Rose Noelle, Regie: Simon Bennett, The Court Theatre, Christchurch
- 2002: Who's afraid of Virginia Woolf, Regie: Colin McColl, Wellington, Dunedin Tour
- 2002: The Cherry Orchard, Regie: Colin McColl, The Court Theatre, Christchurch
- 2002: Ranterstantrum, Regie: Colin McColl, New Zealand Festival, Wellington
- 2002: Proof, Regie: Bruce Phillips, Circa Theatre, Wellington
- 2002: Proof, Regie: Peter Evans, The Court Theatre, Christchurch
- 2003: Great Expectations, Regie: Cathy Downes, The Court Theatre, Christchurch
- 2003: Ghosts, Regie: Colin McColl, The Court Theatre, Christchurch
- 2004: Who's Afraid of Virginia Woolf, Regie: Colin McColl, Auckland Theatre Company
- 2004: Three Days of Rain, Regie: Catherine Downes, The Court Theatre, Christchurch
- 2004: The Underpants, Regie: Teodor Surcel, The Court Theatre, Christchurch
- 2004: The Peculiar Case of Clara Parsons, Regie: Hayden Kerr, The Clinic New Zealand Tour
- 2004: King Lear, Regie: Peter Evans, The Court Theatre, Christchurch
- 2004: Caligula, Regie: Colin McColl, Auckland Theatre Company
- 2005: The Return, Regie: Heath Jones, Maidment Theatre, Auckland
- 2005: The Reluctant Doctor of Love, Regie: Teador Surcel, Christchurch Summertimes Theatre
- 2005: Observe the Sons of Ulster Marching Towards the Somme, Regie: Heath Jones, 	A Lethal Set / Maidment Theatre, Auckland
- 2006: Plenty, Regie: Katie Wolfe, Silo Theatre, Auckland
- 2006: Hamlet, Regie: Peter Evans, The Court Theatre, Christchurch
- 2006: Cyrano de Bergerac, Regie: Teador Surcel, Clinic Theatre Company
- 2007: The Pillowman, Regie: Simon Prast, Auckland Theatre Company
- 2007: The Crucible, Regie: Colin McCol, Auckland Theatre Company
- 2007: Hushabye Mountain, Regie: John Humphries, In the Shape of a Square
- 2008: Cat On A Hot Tin Roof, Regie: Colin McColl, Auckland Theatre Company
- 2010: Toys, Regie: Cameron Rhodes und Toby Leach, Royale Productions
- 2010: Romeo und Julia, Regie: Willem Wassenar, Auckland Theatre Company
- 2010: Mojo, Regie: Jeff Szusterman, The Basement Theatre
- 2010: August: Osage County, Regie: Colin McColl, Auckland Theatre Company
- 2011: Julius Caesar, Regie: Peter Evans, Bell Shakespeare Company
- 2012: Macbeth, Regie: Peter Evans, Bell Shakespeare Company
- 2013: WarHorse, Regie: Drew Barr, National Theatre U.K/Global Creatures
- 2014: The Dream, Regie: Peter Evans, Bell Shakespeare Company
- 2014: Orphans, Regie: Gabriella Rose-Carter, Q44 Theatre Company
- 2014: Angels in America, Regie: Shane Bosher, Silo Theatre
- 2014: 360 Theatre of Recollections, Regie: Kral Bland und Ben Crowder, Nightsong Productions
- 2015: Venus in Fur, Darlinghurst Theatre
- 2015: Middletown, Regie: Alice Darling, Red Stitch Theatre
- 2019: Harry Potter und das verwunschene Kind, Regie: John Tiffany, Harry Potter Theatrical Productions und Sonia Friedman Productions